# 남수원초등학교
남수원초등학교는 대한민국 경기도 수원시 권선구에 있는 공립 초등학교이다.

## 연혁
- 1983. 11. 30 학교설립 인가
- 1985. 07. 01 개교(21학급 편성)
- 1985. 07. 01 초대 오원진 교장 부임
- 1987. 02. 14 제1회 졸업식
- 2007. 10. 05 과학실 개관식
- 2008. 08. 14 교실, 복도 도색
- 2009. 08. 31 교실 창문 및 창틀 교체
- 2010. 03. 01 제10대 이진남교장 부임
- 2010. 09. 01 어학실 조성 및 건물 외벽리모델링
- 2011. 09. 01 다목적실(한울관)조성
- 2012. 02. 15 제26회 졸업식
- 2012. 03. 01 33학급(특수1학급, 유치원 1학급) 편성
- 2012. 04. 10 교육복지실 조성
- 2012. 09. 01 제11대 홍득표 교장 부임
- 2012. 11. 07 급식실 증축
- 2013. 02. 15 제27회 졸업식
- 2013. 03. 01 31학급(특수1학급), 유치원 1학급 편성
- 2013. 03. 04 신입생 입학식(5학급, 137명)
- 2013. 08. 15 외벽보수공사
- 2013. 09. 27 ~ 11. 30 마을벽화그리기(교육복지우선지원사업)
- 2014. 02. 14 제28회 졸업식
- 2014. 03. 01 30학급(특수1학급), 유치원 1학급 편성
- 2014. 03. 03 신입생 입학식(5학급, 142명)
- 2014. 09. 01 제 12대 임천빈 교장선생님 부임
- 2015. 02. 13 제29회 졸업식
- 2015. 03. 05 28(1)학급 편성

## 학교 동문
- 신동